# The Principles of Quantum Mechanics
The Principles of Quantum Mechanics ist eine einflussreiche Monographie über Quantenmechanik von Paul Dirac, die zuerst 1930 bei Oxford University Press erschien. Gleichzeitig war das Buch eines der ersten Lehrbücher der Quantenmechanik.

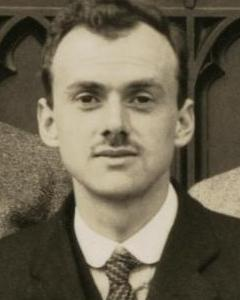
Dirac 1929 in Chicago

## Hintergrund
Dirac war in Cambridge zwischen 1925 und 1927 einer der Begründer der damals neuen Quantenmechanik. Sein Buch beruhte auf einer Reihe von Vorlesungen über Quantenmechanik, die Dirac in Cambridge gegeben hatte. Seine Vorlesung vom Sommersemester (Easter Term) 1926 in Cambridge, die er noch als Doktorand bei Ralph Fowler gab, war die erste Vorlesung über Quantenmechanik an einer britischen Universität und bildete wie die folgenden regelmäßigen Vorlesungen die Grundlagen für das Buch. Gleich die erste Vorlesung wurde unter anderem von den später berühmten Physikern Robert Oppenheimer, Douglas Hartree und Nevill Mott besucht und William McCrea, der die Vorlesung besuchte, bestätigte, dass der Inhalt im Wesentlichen dem des späteren Buchs entsprach, so weit die Theorie damals schon entwickelt war. Die erste Auflage hat auch große Ähnlichkeit mit Diracs Vorlesungsnotizen 1927/28. Die Darstellung in seinem Buch wurde gleich bei Erscheinen allgemein als Meisterwerk betrachtet, so in den Äußerungen von Wolfgang Pauli und Albert Einstein, der es später bevorzugt in Fragen der Quantenmechanik zu Rate zog, auch wenn er die Quantenmechanik grundsätzlich ablehnte. Einstein bezeichnete Diracs Darstellung 1931 als logisch perfekteste Darstellung der Quantentheorie und auch für Dirac ging es in erster Linie um die Darstellung des abstrakten, logisch kohärenten Formalismus und wie man daraus experimentelle Größen vorhersagen konnte, nicht etwa um philosophische Interpretationsfragen oder Motivation der Theorie aus dem Experiment oder über historische Einbettung. Im Vorwort der ersten Auflage schrieb er, dass die neuen Theorien auf Basis von physikalischen Konzepten aufgebaut würden, die nicht erklärt werden können durch Dinge, die der Student vorher schon kennt und die nicht einmal adäquat durch Worte beschrieben werden können. Dirac hielt sich in seinen Vorlesungen über Quantenmechanik auch später eng an sein Buch. In Cambridge gab es neben dem regelmäßigen Kurs von Dirac, der meist in das Frühjahrs-Trimester fiel, in den 1930er Jahren einen mehr praktisch (an der Verwendung der Schrödingergleichung) orientierten Kurs von Alan Herries Wilson im Herbst-Trimester.
Die Idee für die Veröffentlichung als Buch stammte von James Gerald Crowther von Oxford University Press, der das Buch als ersten Band einer neuen Reihe International Series of Monographs on Physics (Herausgeber Ralph Fowler, Pjotr Kapitza) haben wollte. Dirac schrieb an dem Buch ab 1928, aber die Veröffentlichung verzögerte sich da Dirac viel anderweitig beschäftigt war. Das Vorwort ist vom 29. Mai 1930 datiert. Das Buch war ein großer Erfolg und von der ersten Auflage wurden 2000 Exemplare verkauft. Auch die späteren Auflagen verkauften sich gut und es wurde nicht nur von Studenten, sondern auch viel von erfahrenen Physikern gelesen. Eine deutsche Übersetzung von Werner Bloch erschien 1930 im Hirzel-Verlag. In einer Besprechung lobte Walter Heitler zwar die originelle Betrachtungsweise, die abstrakte Darstellung auf Grundlage der von Dirac entwickelten q-Zahlen-Methode sei aber als erste Einführung wenig geeignet, sondern nur für diejenigen, die mit der Matrizen- oder Wellenmechanik schon vertraut wären. Die deutsche Übersetzung verkaufte sich gut und auch die russische Übersetzung (1932). Die russische Übersetzung wurde von Dmitri Dmitrijewitsch Iwanenko herausgegeben, mit dem Dirac in Kontakt stand, und stammte von Matwei Bronstein. Es enthielt auf Wunsch der russischen Herausgeber Zusätze zu Anwendungen (Hartree-Fock-Methode) und Anhänge von Iwanenko sowie zusätzliche Fußnoten von Bronstein. In wenigen Monaten waren 3000 Exemplare verkauft und 1937 erschien eine Übersetzung der zweiten Auflage, herausgegeben von Bronstein. Eine französische Übersetzung erschien 1931 und eine japanische Übersetzung der zweiten Auflage 1936.
Die erste Auflage erhielt allgemein lobende Rezensionen. Robert Oppenheimer lobte die einheitliche, kohärente und erstaunlich vollständige Darstellung, Wolfgang Pauli sah es 1931 in den Naturwissenschaften als unverzichtbares Standardwerk, bei dem ihm die abstrakte, allgemeingültige und elegante Darstellung gefiel, bei dem er aber auch die Gefahr sah sich zu weit vom Experiment zu entfernen. Außerdem vermisste Pauli eine Darstellung der Interpretation der Quantenmechanik, insbesondere der Notwendigkeit klassischer Messinstrumente. Werner Heisenberg meinte in einer Rezension in der Metallwirtschaft, Dirac würde mit seiner symbolischen Methode die Quantenmechanik abstrakter als notwendig präsentieren und zu wenig auf Anwendungen eingehen, die nur zur Illustration der allgemeinen Prinzipien dargestellt würden. Bernard Koopman bemängelte im Bulletin of the American Mathematical Society die pädagogische Qualität, aber auch die mathematische Klarheit (gegenüber dem Buch von John von Neumann) und kritisierte auch die Etablierung der mathematischen Terme Eigenvalue und Eigenfunction, die sich danach im Englischen durchsetzten und nach den deutschen Begriffen Eigenwert und Eigenfunktion gebildet waren. John von Neumann schrieb im Vorwort seines Buches Mathematische Grundlagen der Quantenmechanik von 1932, Dirac habe zwar eine an Kürze und Eleganz kaum zu überbietende Darstellung gegeben, die wie die Darstellung über Operatoren im Hilbertraum invariant sei, diese würde aber den Anforderungen an mathematische Strenge in keiner Weise gerecht werden, auch dann nicht wenn diese in natürlicher- und billigerweise auf das sonst in der theoretischen Physik übliche Maß reduziert werden.
Von Dirac wurden insgesamt vier (oder fünf) Auflagen betreut, die 2. Auflage 1935, dann 1947 (3. Auflage), 1958 (4. Auflage) und 1967 (revidierte 4. Auflage).

## Inhalt
Die Quantenmechanik wird von Dirac in seinem Buch aus grundlegenden Prinzipien entwickelt. Eigene Kapitel sind Störungstheorie (Kapitel 7), Streutheorie (Kapitel 8), Systemen mit mehreren gleichartigen Teilchen (Kapitel 9), Strahlungstheorie (Kapitel 10), relativistischer Elektronentheorie (Kapitel 11, mit Dirac-Gleichung) und Quantenelektrodynamik (Kapitel 12) gewidmet.
Die zweite Auflage – fertiggestellt in einem Sabbatjahr in Princeton – war unter Beibehaltung der grundlegenden Struktur weniger mathematisch und leichter lesbar als die erste Auflage, hatte aber nach wie vor den Ruf für die meisten Studenten außer den Begabtesten schwere Kost zu sein und als Lehrbuch für die praktische Unterweisung in der Quantenmechanik wenig geeignet. Der theoretische Physiker Freeman Dyson erinnerte sich, dass Dirac sich in den Vorlesungen eng (fast wörtlich) an sein Buch hielt und auf Fragen auf das Buch verwies. In einem Interview meinte Dyson, dass er Quantenmechanik damals weder aus dem Buch, das er noch in der ersten Auflage als Schüler in Winchester gelesen hatte ohne es zu verstehen, noch den Vorlesungen in Cambridge lernte. Dyson hielt es für Anfänger ungeeignet, da es jedenfalls ihm keine Idee vom physikalischen Inhalt der Quantenmechanik vermittelte.
Ab der dritten Auflage benutzt er seinen Formalismus der Bra-Ket-Vektoren, den er zuerst 1939 einführte, der aber erst mit der dritten Auflage von Diracs Buch allgemein bekannt wurde. Eine besondere Rolle spielte auch die Deltafunktion (ihr ist Paragraph 15 gewidmet) in Diracs mathematischem Formalismus, und auch diese wurde besonders durch sein Quantenmechanik-Lehrbuch bekannt (sie ist ein Beispiel für später von Mathematikern Distributionen genannten verallgemeinerten Funktionen).
In der 4. Auflage 1958 (an der er einen Großteil des Jahres 1956 gearbeitet hatte) wurde das Kapitel Quantenelektrodynamik (Kapitel 12) völlig überarbeitet (insbesondere wurde der Möglichkeit der Paarerzeugung von Elektron und Positron Rechnung getragen), und in der revidierten 4. Auflage 1967 nochmals ergänzt.
Neuere Entwicklungen zum Beispiel der Quantenelektrodynamik ab den 1940er Jahren (für die Julian Schwinger, Richard Feynman und Tomonaga den Nobelpreis erhielten) wurden von ihm nicht berücksichtigt – er hielt grundsätzlich wenig von diesen Entwicklungen (Renormierung), da sie seiner Ansicht nach die in der Theorie auftretenden Unendlichkeiten unter den Teppich kehren würden.
Im Paragraphen 32 (The action principle) behandelt er auch Pfadintegrale und im folgenden Paragraphen (The Gibbs Ensemble) die Dichtematrix, wobei er auf John von Neumann verweist.
Den Harmonischen Oszillator behandelt er mit Erzeugungs- und Vernichtungsoperatoren und ähnlich mit Leiteroperatoren behandelt er auch die Quantenmechanik des Drehimpulses. Fermis Goldene Regel findet sich im Kapitel Störungstheorie (S. 180). Viele der Konzepte im Buch wurden wenige Jahre zuvor von Dirac selbst geschaffen, so die sogenannte Zweite Quantisierung und die Fermi-Dirac-Statistik, aber auch seine Transformationstheorie (mit der er die Äquivalenz der Heisenbergschen und Schrödingerschen Formulierung der Quantenmechanik zeigte) und die Korrespondenz von quantenmechanischen Vertauschungsrelationen und Poisson-Klammern.
Das Buch enthält auf seinen 314 Seiten (4. Auflage 1967) kein einziges Diagramm oder Zeichnung. Es enthält auch keine Übungsaufgaben. Es gibt auch keine historischen Erörterungen oder erläuternde Rechnungen oder Motivationen durch Experimente. Im Kapitel 6 (Elementare Anwendungen, ab S. 136 in der 4. Auflage), dem ersten Kapitel nach den Kapiteln mit der Darstellung der Grundlagen der Theorie, wird nur der Harmonische Oszillator, Drehimpuls und Elektronenspin sowie das Wasserstoffatom (und Auswahlregeln) abgehandelt. Es gibt kaum Verweise auf Literatur – im Schlusskapitel (S. 311) verweist er für die Darstellung von Anwendungen auf Walter Heitlers Quantum theory of radiation (Clarendon Press 1954) und seine eigenen Lectures on Quantum Field Theory (Academic Press 1966).